# Helena z Meklemburgii-Schwerinu
Helena Luiza Elżbieta Mecklenburg-Schwerin (ur. 24 stycznia 1814 w Ludwigslust, zm. 17 maja 1858 w Richmond) – księżniczka Mecklenburg-Schwerin, żona Ferdynanda Filipa Orleańskiego, syna króla Francuzów - Ludwika Filipa I.

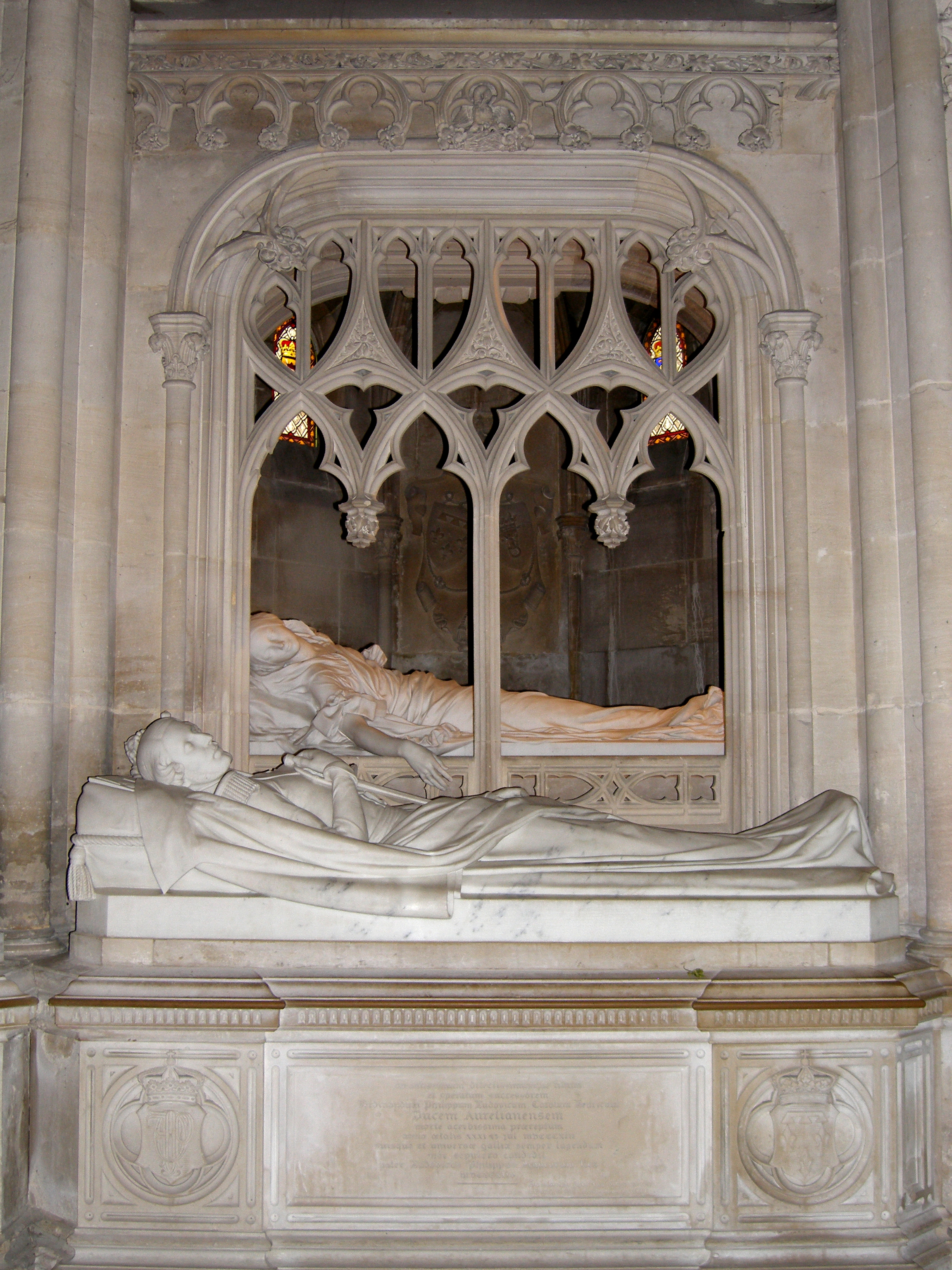
Nagrobki Ferdynanda Filipa i Heleny w Dreux

Urodziła się w Ludwigslust, w Meklemburgii, jako drugie dziecko (jedyna córka) Fryderyka Mecklenburg-Schwerin, wielkiego księcia (1778–1819) i jego drugiej żony - Karoliny Sachsen-Weimar-Eisenach (zm. 1816). Jej starszym przyrodnim bratem był Paweł Fryderyk Mecklenburg-Schwerin. 30 maja 1837 w Fontainebleau wyszła za mąż za Ferdynanda Filipa (była jedną z kilkunastu kandydatek na jego żonę). Para doczekała się dwóch synów:
- Filipa (1838–1894), hrabiego Paryża;
- Roberta (1840–1910), księcia Chartres.

Helena kochała i podziwiała swojego męża, ale on zmarł młodo. W wieku 32 lat zginął w wypadku powozu w Sablonville, w departamencie Hauts-de-Seine (obecnie część Paryża). Został pochowany w kaplicy królewskiej w Dreux. W miejscu, gdzie zdarzył się wypadek, wybudowano kościół Notre-Dame-de-Compassion (Place du Général-Kœnig, Paryż-Neuilly).
Helena zmarła prawie 16 lat później - w Richmond, w Wielkiej Brytanii - gdzie rodzina królewska zmuszona była zamieszkać po powstaniu przeciwko królowi Ludwikowi Filipowi I i elekcji Napoleona III jako prezydenta Francji. Ponieważ Helena była protestantką nie mogła zostać pochowana obok męża w Dreux. Spoczęła w dobudowanym specjalnie pomieszczeniu, a w ścianie między grobami jej i jej męża wybito okno. Na pokrywie grobu Heleny jest jej rzeźba, która przedstawia protestancką księżniczkę sięgającą w stronę grobu jej ukochanego katolickiego męża.